# EF Education-EasyPost
EF Education-EasyPost is een Amerikaanse wielerploeg. De ploeg is in 2003 opgericht en rijdt sinds 2009 in de UCI World Tour. Twee voormalige profwielrenners staan aan het hoofd van de ploeg. Jonathan Vaughters is de algemeen manager van het team en Johnny Weltz is ploegleider.

## Geschiedenis
De ploeg werd in 2003 opgericht en kwam uit onder de naam 5280-Subaru. Een jaar later ging de ploeg verder als Team TIAA-CREF (UCI-code: TIA) en werd vanaf 2005 ingedeeld als continentale ploeg. In 2007 werd Slipstream de hoofdsponsor en naamdrager van het team. Halverwege 2008 nam het bedrijf Garmin het hoofdsponsorschap over. In 2015 fuseerde de ploeg met het Italiaanse Cannondale Pro Cycling Team tot de huidige formatie. Halverwege 2016 werd Drapac aangetrokken als cosponsor en werd de naam met onmiddellijke ingang veranderd.

## Antidopingbeleid
Team Garmin heeft een streng antidopingbeleid, waar de ploeg ieder jaar veel geld aan uitgeeft. Zo ondergaat een renner zo'n vijftig bloed- en urinetesten per jaar die grondig worden gecontroleerd op doping. Het geld hiervoor komt van de stichting Agency for Cycling Ethics, die op haar beurt weer inkomsten ontvangt uit giften en sponsoring. Mogelijk kreeg de ploeg omwille van haar strenge antidopingbeleid een wildcard voor de Ronde van Frankrijk 2008.

## Grote ronden
| Jaar | Ronde van Italië          | Ronde van Italië                           | Ronde van Frankrijk                          | Ronde van Frankrijk                                       | Ronde van Spanje                     | Ronde van Spanje                                     |
| Jaar | hoogste klassering        | etappewinst                                | hoogste klassering                           | etappewinst                                               | hoogste klassering                   | etappewinst                                          |
| ---- | ------------------------- | ------------------------------------------ | -------------------------------------------- | --------------------------------------------------------- | ------------------------------------ | ---------------------------------------------------- |
| 2008 | 52e Christian Vande Velde | 1e ploegentijdrit                          | 4e Christian Vande Velde                     |                                                           | geen deelname                        | geen deelname                                        |
| 2009 | 71e Bradley Wiggins       |                                            | ↑ Bradley Wiggins · 8e Christian Vande Velde |                                                           | 53e Daniel Martin                    | 11e Tyler Farrar 12e Ryder Hesjedal 20e David Millar |
| 2010 | 57e Daniel Martin         | 2e en 10e Tyler Farrar                     | 5e Ryder Hesjedal                            |                                                           | 9e Tom Danielson                     | 5e en 21e Tyler Farrar                               |
| 2011 | 15e Christophe Le Mével   | 21e David Millar                           | 9e Tom Danielson                             | 2e ploegentijdrit 3e Tyler Farrar 13e en 16e Thor Hushovd | 13e Daniel Martin                    | 9e Daniel Martin                                     |
| 2012 | ↑ Ryder Hesjedal          | 4e ploegentijdrit                          | 35e Daniel Martin                            | 12e David Millar                                          | 7e Andrew Talansky                   |                                                      |
| 2013 | 49e Tom Danielson         | 11e Ramūnas Navardauskas                   | 10e Andrew Talansky                          | 9e Daniel Martin                                          | 88e Johan Vansummeren                |                                                      |
| 2014 | 9e Ryder Hesjedal         |                                            | 53e Benjamin King                            | 19e Ramūnas Navardauskas                                  | 7e Daniel Martin                     | 14e Ryder Hesjedal                                   |
| 2015 | 5e Ryder Hesjedal         | 4e Davide Formolo                          | 11e Andrew Talansky                          |                                                           | 18e André Cardoso                    |                                                      |
| 2016 | 7e Rigoberto Urán         |                                            | 16e Pierre Rolland                           |                                                           | 5e Andrew Talansky 9e Davide Formolo |                                                      |
| 2017 | 10e Davide Formolo        | 17e Pierre Rolland                         | ↑ Rigoberto Urán                             | 9e Rigoberto Urán                                         | 7e Michael Woods Davide Villella     |                                                      |
| 2018 | 19e Michael Woods         |                                            | 27e Pierre Rolland                           |                                                           | 7e Rigoberto Urán                    | 5e Simon Clarke 17e Michael Woods                    |
| 2019 | 11e Hugh Carthy           |                                            | 7e Rigoberto Urán                            |                                                           | 14e Sergio Higuita                   | 18e Sergio Higuita                                   |
| 2020 | 32e Tanel Kangert         | 3e Jonathan Caicedo 9e Ruben Guerreiro     | 8e Rigoberto Urán                            | 13e Daniel Martínez                                       | ↑ Hugh Carthy                        | 7e Michael Woods 12e Hugh Carthy 16e Magnus Cort     |
| 2021 | 8e Hugh Carthy            | 18e Alberto Bettiol                        | 10e Rigoberto Urán                           |                                                           | 50e Jens Keukeleire                  | 6e, 12e en 19e Magnus Cort                           |
| 2022 | 9e Hugh Carthy            |                                            | 13e Neilson Powless                          | 10e Magnus Cort                                           | 9e Rigoberto Urán                    | 17e Rigoberto Urán                                   |
| 2023 | 48e Alberto Bettiol       | 8e etappe Ben Healy 10e etappe Magnus Cort | 66e Neilson Powless                          |                                                           | 23e Hugh Carthy                      |                                                      |
| 2024 | 33e Georg Steinhauser     | 17e Georg Steinhauser                      | 17e Richard Carapaz                          | 17e Richard Carapaz                                       | 4e Richard Carapaz                   |                                                      |
| 2025 | ↑ Richard Carapaz         | 11e Richard Carapaz 14e Kasper Asgreen     | 9e Ben Healy                                 | 6e Ben Healy                                              |                                      |                                                      |